# ووادیسواف چهارم واسا
ووادیسواف چهارم واسا (به لهستانی: Władysław IV Waza)؛ تلفظ لهستانی: [vwaˈdɨswaf]؛ امپراتور لهستان و لیتوانی از ۸ نوامبر ۱۶۳۲ تا ۲۰ می ۱۶۴۸ میلادی بوده‌است.
وی به عنوان شاهزاده‌ای در یک خاندان پادشاهی در سرزمین مشترک‌المنافع لهستان–لیتوانی به دنیا آمد. در سنین نوجوانی به عنوان تزار روس نامزد شد، ولی به علت نارضایتی شخص پدرش و نیز نارضایتی مردم آن مملکت، به این مقام دست نیافت. سپس در سال ۱۶۳۲ خود به مقام شاهنشاهی مشترک‌المنافع لهستان–لیتوانی رسید.
وی تهاجمات بسیاری را کنترل کرد و با دشمنان مقابله کرد که در این بین نبرد اسمولنسک مثال‌زدنی است.
پس از مرگ وی، به این علت که او جانشینی برای خود نگمارده بود، برادرش حکومت و قلمرو او را بدست گرفت.